# Vézac (Cantal)
Vézac is een gemeente in het Franse departement Cantal (regio Auvergne-Rhône-Alpes). De plaats maakt deel uit van het arrondissement Aurillac. Vézac telde op 1 januari 2022 1.314 inwoners. 

## Geografie
De oppervlakte van Vézac bedroeg op 1 januari 2022 15,02 vierkante kilometer; de bevolkingsdichtheid was toen 87,5 inwoners per km².
De onderstaande kaart toont de ligging van Vézac met de belangrijkste infrastructuur en aangrenzende gemeenten.

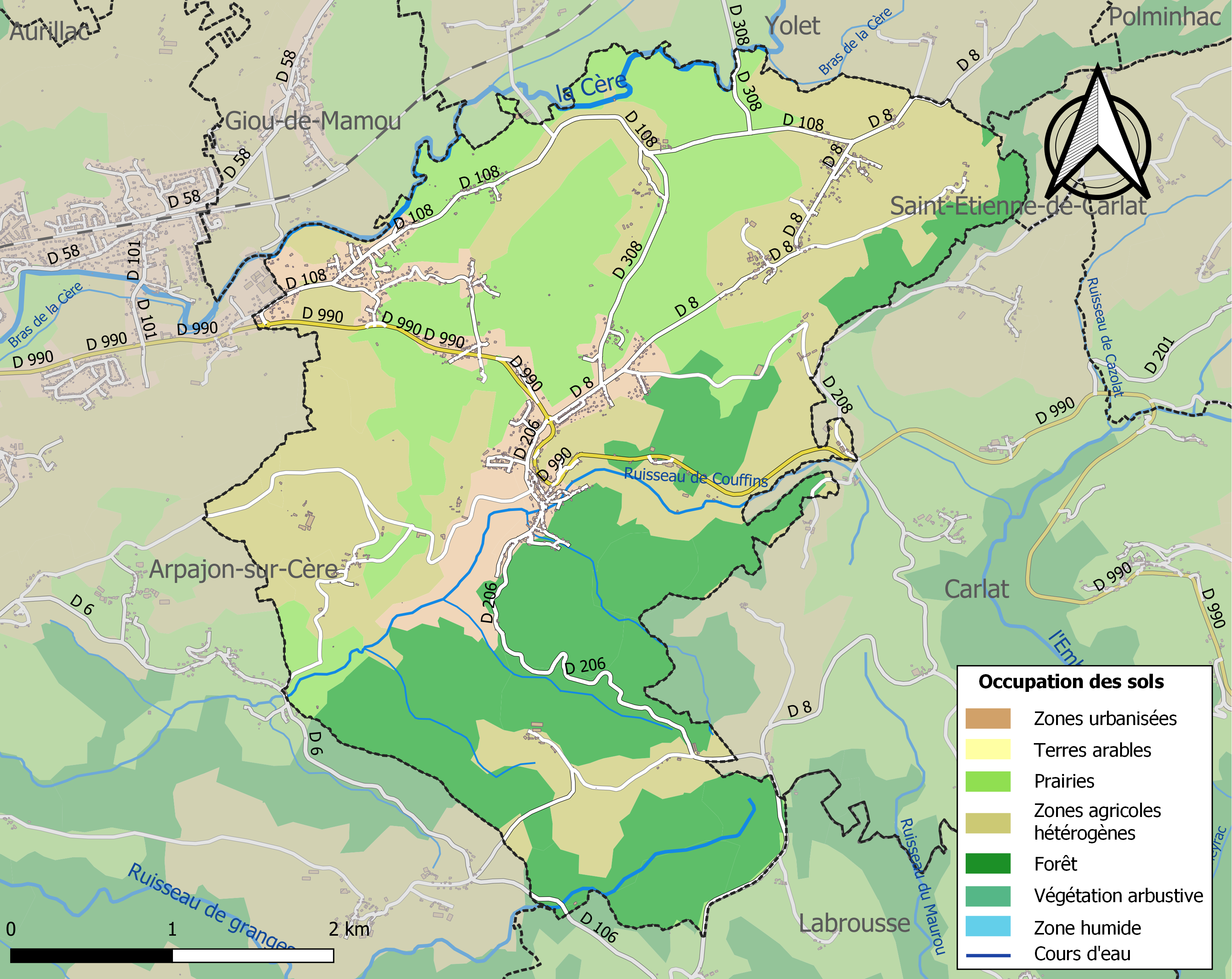

## Demografie
Onderstaande figuur toont het verloop van het inwonertal (bron: INSEE-tellingen).

Vanwege een beveiligingsprobleem met de MediaWiki Graph-software is het momenteel niet mogelijk deze grafiek weer te geven. Zodra de software is bijgewerkt zal de grafiek vanzelf weer zichtbaar worden.